# ОШ „14. октобар” Раковица
ОШ „14. октобар” је основна школа у општини Раковица у Београду. Налази се у улици Гочка бр. 40, у насељу Лабудово брдо. Ово је најстарија школа у Раковици, и једна од најстаријих у Београду. Основана је 1850. године. Настава се реализује у две школске зграде, у Кнежевцу и на Лабудовом брду.
Школа је добила име по дану на који је општина Раковица ослобођена од окупације током Другог светстког рата. Преко пута старе школе у Кнежевцу, и даље се може видети споменик ослободиоцима Кнежевца 1944. године који су заслужни за име школе. 

## Историјат
Основна школа „14.октобар“ основана је 1850. године у насељу Кнежевцу, указом Александра Карађорђевића у време када су Србијом уз Кнеза владали уставобранитељи који су велику пажњу поклањали образовању. Школа је тада имала двадесетак ученика и једног учитеља Димитрија Крстића. Прва школска зграда била је приватна кућа, преуређена за потребе школе.
Током година број ученика се повећавао, па је крајем 19. и почетком 20. века школу похађало стотинак деце. Током Првог светског рата, број ђака био је толико мали да су наставу похађали сви у једној учионици. Све до 1957. године, школа је била четвороразредна.
Када су у Србији почеле да се формирају осмогодишње школе, број ученика се нагло увећао. Данашња школа у насељу Кнежевац подигнута је 1961.године. Због великог броја ученика и изградње насеља Лабудово брдо и Видиковац, изграђена је нова школска зграда на Лабудовом брду у периоду од 1976. до 1979. године. Нова зграда школе „14. октобар“ на Лабудовом брду која је почела је са радом 1. децембра 1979. Школу је тада похађало 3000 ученика и настава се одвијала у три смене.

## Школа данас
Данас у школи има око 1200 ученика. Настава се одвија у две смене – једну смену чине ученици од првог до четвртог разреда, а другу ученици од петог разреда до осмог. Настава се одржава у два објекта, централној школи на Лабудовом брду и школи у Кнежевцу, на истом месту где је првобитно школа и основана.
Школа има неколико стручних тимова, међу којима је и Тим за борбу против насиља, као и Тим за професионалну оријентацију ученика који ученицима помаже у одабиру средњих школа после завршеног основног образовања.